# 마다가스카르의 역사
마다가스카르의 역사는 아프리카와 인도를 포함하는 고대 초대륙으로부터 초기 대륙의 고립과 순다 열도(말레이 제도)와 동아프리카에서 온 인류의 식민지 개척이 늦었다는 점에서 분명히 구별된다.  이 두 가지 요인은 수천 종의 고유 동식물의 진화와 생존을 촉진시켰는데, 이들 중 일부는 멸종했거나 현재 멸종 위기에 처해 있다. 마다가스카르의 첫 식민지화 당시 인도양의 무역은 보로부두르 배와 쿤룬포 배와 같은 인도네시아 선박에 의해 지배되었다.
지난 2천 년 동안 이 섬은 오스트로네시아, 반투, 아랍, 남아시아, 중국, 유럽 등 다양한 기원의 정착민들의 물결을 받아 왔다. 오늘날 마다가스카르 인구의 대다수는 오스트로네시아인과 반투족이 섞여 있다. 일반적인 믿음에도 불구하고, 아랍인이나 인도인으로부터 유전자가 유입되지 않았지만, 한 부족인 안티모로는 소말리아 아랍 상인들의 후손이라고 주장한다. 유럽인과 중동인 부계 혈통도 존재한다.
수세기에 걸친 혼인은 주로 반투어, 말레이어, 아랍어, 프랑스어, 영어의 영향을 받은 오스트로네시아어족인 말라가시어를 사용한다. 그러나 평균적인 말라가시어의 유전적 구성 대부분은 오스트로네시아어족과 반투족이 거의 동등하게 혼합되어 있음을 반영한다. 한 연구는 마다가스카르가 약 1,200년 전에 약 30명의 여성들로 구성된 매우 작은 집단에 의해 처음 정착했다고 결론짓는다. 그러나 이 결과는 축적된 더 광범위한 데이터와 일치하지 않는다. 마다가스카르인들은 최초의 건국 인구와 이후의 이민자들의 혼합을 통해 형성되었다.
다른 민족들은 더 제한적으로 기존 인구와 섞이거나 다수인 말라가시로부터 분리된 공동체를 보존하고자 하는 경우가 많다.
중세까지, 12개 이상의 뚜렷한 민족 정체성이 그 섬에서 나타났으며, 지역 추장 치하의 통치로 대표된다. 사칼라바족, 메리나인, 벳시미사라카인과 같은 일부 공동체는 유럽인, 아랍인, 그리고 해적을 포함한 다른 선원들과의 무역을 통해 부와 권력을 얻은 진정한 왕국을 세운 지도자들에 의해 통일되었다.
16세기에서 18세기 사이에, 마다가스카르의 해안 지역에서 해적 활동이 흔했다. 프리베르타티아는 원래 말라가시 지역에 거주하던 일 생트마리섬 지역에 세워졌다. 특히 사칼라바 왕국과 메리나 왕국은 유럽의 무역을 이용하여 그들의 왕국의 힘을 강화했고, 말라가시 노예들을 유럽의 총기와 다른 상품들과 교환했다. 이 기간 동안 인도양에서 활동하는 유럽 및 아랍 선원들은 해안 지역 사회와 무역을 했고, 유럽인들은 이 섬을 영유권 주장과 식민지로 만들기 위해 몇 차례 실패한 시도를 했다. 19세기 초에 영국과 프랑스는 마다가스카르에서 영향력을 얻기 위해 경쟁했다.

## 반란 및 탈식민지화
1948년, 프랑스의 명성이 떨어지자, 노동자 인터내셔널 프랑스 지부(SFIO) 프랑스 지부의 총리 폴 라마디에가 이끄는 프랑스 정부는 민족주의 봉기인 마다가스카르 반란을 진압했다.
1956년 프랑스 정부는 해외 개혁법에 따라 개혁된 기관을 설립했고, 마다가스카르는 평화적으로 독립을 향해 나아갔다. 1958년 10월 14일, 말라가시 공화국은 프랑스 공동체의 자치국이 되었다. 1960년 3월 26일 프랑스는 마다가스카르의 완전한 독립에 동의했다. 1960년 6월 26일, 마다가스카르는 독립 국가가 되었고 필리베르트 치라나나는 초대 대통령이 되었다.

## 독립

### 제1공화국
치라나나의 통치는 계속되었고, 프랑스 정착민들(또는 대령들)은 여전히 권력의 위치에 있었다. 프랑스의 많은 이전 식민지들과는 달리, 말라가시 공화국은 공산주의를 향한 움직임에 강하게 저항했다.
1972년, 이러한 정책에 반대하는 시위가 격화되었고 치라나나는 사임해야 했다. 그는 가브리엘 라마난초아 장군과 그의 임시정부에게 권력을 넘겨주었다. 이 정권은 이전의 정책을 뒤집고 소련과의 긴밀한 관계를 선호했다.
1975년 2월 5일 리샤르 라치만드라바 대령이 마다가스카르의 대통령이 되었다. 국가 원수로서 6일을 보낸 후, 그는 대통령 궁에서 그의 집까지 차를 몰고 가던 중 암살로 사망했다. 정치적 권력은 길레스 안드리아마하조에게 넘어갔다.

### 제2공화국
1975년 6월 15일, 외무장관을 지낸 디디에 라치라카 중령이 쿠데타를 일으켜 정권을 잡았다. 7년 임기의 대통령으로 선출된 라치라카는 사회주의로 나아가 경제의 거의 대부분을 국유화하고 프랑스와의 모든 관계를 끊었다. 이러한 정책들은 프랑스 이민자들이 나라를 떠나면서 독립 이후 시작되었던 마다가스카르 경제의 쇠퇴를 앞당겨 기술과 기술의 부족을 남겼다. 라치라카의 원래 대통령 임기는 1977년 선거에서 아방가르드 드 라 레볼루션 말가체(Avant-gard de la Révolution Malgache)가 유일한 합법 정당이 된 이후에도 계속되었다.
1980년대에 마다가스카르는 공산주의에서 영감을 받은 많은 정책들을 포기하고 프랑스로 돌아갔지만, 라치라카는 여전히 권력을 잡고 있었다.
결국, 안팎의 반대는 라치라카에게 그의 입장을 고려하도록 강요했고, 1992년 국가는 새롭고 민주적인 헌법을 채택했다.

### 제3공화국
최초의 다당제 선거는 1993년 알베르 자피가 라치라카를 꺾으면서 치러졌다. 자유주의 자유 시장 경제의 강력한 지지자였음에도 불구하고, 자피는 국제 통화 기금(IMF)과 세계은행에 비판적인 표를 던졌다. 그의 대통령 재임 기간 동안 그 나라는 단기적으로는 정치적으로 자살 행위인 IMF와 세계은행 지침을 시행하기 위해 고군분투했다.
자피 대통령은 새 헌법에 의해 그의 집무실의 권력에 대한 제한으로 좌절했다. 행정권력의 증가에 대한 그의 탐구는 그를 당시 총리였던 프란시스쿠 라보니가 이끄는 의회와 충돌 코스에 놓이게 했다. 자피는 결국 그가 추구했던 권력을 얻었지만, 1996년 특정 법률의 공포를 거부함으로써 헌법을 위반했다는 이유로 선거권을 박탈당한 의회의 손에 의해 탄핵을 당했다.
이어진 선거에서 50% 미만의 투표율을 보였고 예상외로 디디에 라치라카의 재선이 이루어졌다. 그는 자본주의를 향해 더 나아갔다. IMF와 세계은행의 영향력은 광범위한 민영화로 이어졌다.
라치라카에 대한 반대가 다시 커지기 시작했다. 야당은 2000년 지방 선거를 보이콧했고, 2001년 대통령 선거는 더 많은 논란을 낳았다. 야당 후보인 마르크 라발로마나나는 1차 투표(12월) 후 승리를 주장했지만 현직은 이 입장을 거부했다. 2002년 초 양측의 지지자들이 거리로 나와 격렬한 충돌이 일어났다. 라바로마나나는 여론조사에서 부정행위가 발생했다고 주장했다. 4월 재검표 후, 고등 헌법재판소는 라발로마나나 대통령을 선언했다. 라치라카는 계속 그 결과에 이의를 제기했지만 그의 상대는 국제적인 인정을 받았고, 라치라카는 마다가스카르에서 계속 활동했지만 프랑스로 망명해야 했다.

## 같이 보기
- 아프리카의 역사
- 마다가스카르의 대통령 목록